# 올해의 사자성어
올해의 사자성어(올해의 四字成語)는 대한민국의 신문인 《교수신문》(敎授新聞)이 지난 한 해 동안 대한민국에서 있었던 사건을 바탕으로 하여 선정하는 사자성어이다. 2001년에 처음 등장했으며 《교수신문》이 대한민국의 대학 교수들을 대상으로 하는 설문조사를 통해 선정하고 있다.

## 선정 과정
올해의 사자성어 선택 방법은 3단계로 나누어 진행된다.
- 1단계: 40명의 교수가 '올해의 사자성어 추천위원회'를 구성하고 각 교수는 2개의 추천 사자성어를 제안한다. 추천위원회는 《교수신문》 집필진(논설, 편집, 서평 담당 위원)으로 구성되는데 전공, 세대, 지역적 차이를 고려하여 적절한 비율로 구성된다. 추천 목록을 수집한 지 1주일이 경과하면 출처를 알 수 없는 사자성어를 먼저 제외하고 후보 목록에 28개의 사자성어를 남긴다.
- 2단계: 추천위원회가 제출한 28개의 사자성어 목록을 '사전 조사팀' 소속 교수 30명에게 넘겨 2차 예비 조사를 실시하고 1, 2, 3위 후보에 순위를 매긴다. 2차 심사 구성은 저널리즘 담당 교수와 명예교수로 구성되는데 전공별, 세대별, 성별을 고려하여 분포된다. 예비 조사 결과는 '자문위원회 패널'에 제출되어 검토된다. '자문위원단'의 자격은 '사자성어 추천위원회'에서 2년 이상 활동한 교수들이다. 자문위원회는 사전 조사 목록을 바탕으로 5개의 사자성어 최종 후보를 선정한다.
- 3단계: 전화와 온라인 설문조사를 통한 최종 조사가 진행된다. 이메일을 포함한 전화 설문조사 과정에서는 《교수신문》 집필진, 일간신문 칼럼니스트, 주요 대학 총장, 교수협의회 회장, 교무기획실장 및 기타 주요 직위의 교수, 학장, 대학 잡지 담당 교수, 퇴직한 베테랑 교수 및 명예 교수가 참여한다.

## 올해의 사자성어 목록
| 연도   | 사자성어 | 뜻·풀이                                                 |
| ------ | --- | ------------------------------------------------------- |
| 2001년 | 五里霧中 (오리무중) | 짙은 안개가 5리나 끼어 있는 속에 있다.                  |
| 2001년 | 깊은 안개 속에 들어서게 되면 동서남북도 가리지 못하고 길을 찾기 힘든 것처럼 무슨 일에 대해 알 길이 없음. |                                                         |
| 2002년 | 離合集散 (이합집산) | 헤어졌다 모이고 모였다 다시 흩어짐.                     |
| 2002년 | 뭉치고 흩어짐. |                                                         |
| 2003년 | 右往左往 (우왕좌왕) | 이리저리 왔다 갔다 하다.                                |
| 2003년 | 일이나 나아가는 방향이 종잡지 못함. |                                                         |
| 2004년 | 黨同伐異 (당동벌이) | 무리가 뭉쳐 다른 무리를 치다.                           |
| 2004년 | 옳고 그름의 여하간에 한 무리에 속한 사람들이 다른 무리의 사람을 무조건 배격하는 것. |                                                         |
| 2005년 | 上火下澤 (상화하택) | 위에는 불, 아래에는 못.                                 |
| 2005년 | 사물들이 서로 이반하고 분열하는 현상 |                                                         |
| 2006년 | 密雲不雨 (밀운불우) | 하늘에 구름만 빽빽하고 비가 되어 내리지 못함.           |
| 2006년 | 주역(周易) 소축괘(小畜卦)의 괘사(卦辭)에 나오는 말로서, 여건은 조성되었으나 일이 성사되지 않아 답답함과 불만이 폭발할 것 같은 상황 |                                                         |
| 2007년 | 自欺欺人 (자기기인) | 자신을 속이고 남을 속인다.                              |
| 2007년 | 자신도 믿지 않는 말이나 행동으로 남까지 속이는 사람을 풍자한다. |                                                         |
| 2008년 | 護疾忌醫 (호질기의) | 병을 숨기면서 의사에게 보이지 않음.                     |
| 2008년 | 문제가 있는데도 다른 사람의 충고를 듣지 않는다. |                                                         |
| 2009년 | 旁岐曲逕 (방기곡경) | 샛길과 굽은 길로서 많은 사람들이 다니는 큰 길이 아니다. |
| 2009년 | 일을 바른 길을 좇아서 정당하고 순탄하게 하지 않고 그릇된 수단을 써서 억지로 함. |                                                         |
| 2010년 | 藏頭露尾 (장두노미) | 머리는 겨우 숨겼지만 꼬리가 드러나 보이는 모습.         |
| 2010년 | 진실을 공개하지 않고 숨기려 했지만 거짓의 실마리가 이미 드러나 보인다. |                                                         |
| 2011년 | 掩耳盜鐘 (엄이도종) | 자기 귀를 막고 종을 훔친다.                             |
| 2011년 | 자기가 나쁜 일을 하고도 잘못됐다는 생각은 하지 않고 다른 사람의 비난을 듣기 싫어 귀를 막지만 소용이 없음. |                                                         |
| 2012년 | 擧世皆濁(거세개탁) | 온 세상이 모두 흐리다.                                  |
| 2012년 | 지위의 높고 낮음을 막론하고 모든 사람이 바르지 않아 홀로 깨어 있기 힘들다는 뜻으로 초나라의 충신 굴원(屈原)이 지은 어부사(漁父辭)에 실린 고사성어다. |                                                         |
| 2013년 | 倒行逆施 (도행역시) | 순리를 거슬러 행동한다.                                 |
| 2013년 | 잘못된 길을 고집하거나 시대착오적으로 나쁜 일을 꾀하는 것을 비유하는 말. 《사기》(史記) 〈오자서열전〉(伍子胥列傳)에 등장하는 오자서가 그의 벗 신포서에게 한 말로, 어쩔 수 없는 처지 때문에 도리에 어긋나는 줄 알면서도 부득이하게 순리에 거스르는 행동을 했다는 데서 유래. |                                                         |
| 2014년 | 指鹿爲馬 (지록위마) | 사슴을 가리켜 말이라고 일컫는다.                        |
| 2014년 | 윗사람을 농락하여 권세를 마음대로 함. 모순된 것을 끝까지 우겨서 남을 속이려 함. |                                                         |
| 2015년 | 昏庸無道 (혼용무도) | 나라 상황이 마치 암흑에 뒤덮인 것처럼 온통 어지럽다.    |
| 2015년 | 혼용은 어리석고 무능한 군주를 가리키는 혼군과 용군이 합쳐져 이뤄진 말로, 각박해진 사회분위기의 책임을 군주, 다시 말해 지도자에게 묻는 말이다. |                                                         |
| 2016년 | 君舟民水 (군주민수) | 임금은 배요, 백성은 물이로다.                           |
| 2016년 | 강물의 힘은 배를 뜨게 하지만 강물이 화가 나면 배를 뒤집을 수도 있다. |                                                         |
| 2017년 | 破邪顯正 (파사현정) | 사견(邪見)과 사도(邪道)를 깨고 정법(正法)을 드러내다.   |
| 2017년 | 불교 삼론종(三論宗)의 기본 교의로서 부처님의 가르침에 어긋나는 사악한 도리를 부수고 바른 도리를 드러낸다는 뜻이다. |                                                         |
| 2018년 | 任重道遠 (임중도원) | 짐은 무겁고, 갈 길은 멀다.                              |
| 2018년 | 논어의 한 구절. 큰 일을 맡아 책임은 무겁고 할 일도 많음. |                                                         |
| 2019년 | 共命之鳥 (공명지조) | 상대방을 죽이면 결국 함께 죽는다.                       |
| 2019년 | 아미타경 · 불봅행집경 · 잡보잡경 등의 많은 불교경전에 등장하는 새로 두 개의 머리가 한 몸을 갖고 공유하는 '운명공동체'를 뜻한다. |                                                         |
| 2020년 | 我是他非 (아시타비) | 나는 옳고 남은 그르다.                                  |
| 2020년 | 모든 잘못을 남 탓으로 돌리고 서로를 상스럽게 비난하고 헐뜯는 소모적 싸움만 무성할 뿐 협업해서 건설적으로 문제를 해결하려는 노력은 보이지 않는다. |                                                         |
| 2021년 | 猫鼠同處 (묘서동처) | 고양이와 쥐가 함께 있다.                                |
| 2021년 | 구당서에서 유래. 위아래에 있는 벼슬아칙가 부정하게 결탁하여 나쁜 행동을 한다. |                                                         |
| 2022년 | 過而不改 (과이불개) | 잘못을 하고도 고치지 않는다.                            |
| 2022년 | 논어 위령공편에서 유래. 지도층 인사들이 잘못을 저지르고도 고치지 않는 언행을 보여준다. |                                                         |
| 2023년 | 見利忘義 (견리망의) | 이로움을 보면 의로움을 잊는다.                          |
| 2023년 | 논어 헌문편에서 유래. 나라 자체가 각자도생인 상황에서 자기 편만의 이익을 추구하여 어지러운 사회를 보여준다. |                                                         |
| 2024년 | 跳梁跋扈 (도량발호) | 제멋대로 권력이나 세력을 부리면서 함부로 날뛴다.        |
| 2024년 | 서거정의 수필 《오원자부》(烏圓子賦, 고양이(烏圓子, 오원자)의 노래)에서 등장. 권력자들 자신이 권력의 원천인 것처럼 행동하는 사회를 보여준다. |                                                         |

## 같이 보기
- 올해의 한자 - 일본에서 선정하는 한자
- 올해의 단어 - 영미권 단체에서 선정하는 단어